# 아직도 세계는 넓고 할일은 많다
《아직도 세계는 넓고 할일을 많다》는 김우중이 쓴 자서전 성격의 수필로 1989년 발간되었다. 초기에는 베스트셀러 1위를 차지하였다.

## 차례
- 책머리에

- 첫번째
  - 역사는 꿈꾸는 자의 것이다
  - 철학 있는 사람이 필요하다
  - 판단은 내가 한다
  - 적당주의를 넘어서
  - 도사 이야기
  - 만화와 광고
  - 나의 인생에 영향을 끼친 사람들
  - '나인 투 파이브'와 '파이브 투 나인'
  - 나는 여자잖아요
  - 카페나 차리죠
  - 무대는 동쪽으로 옮겨지고 있다
  - 하루 저녁, 두 끼 식사
  - 취미가 무엇입니까?

- 두번째
  - 아무도 가르치지 않으므로 내가 말한다
  - 생각대로 되는 세상
  - 으뜸이 되라
  - 세계가 우리를 부른다
  - 뿌리 깊은 나무는…
  - 큰 씀씀이, 작은 아낌
  - 손을 쓰면 반칙이다
  - 대우에서 사장이 되려면
  - 우리의 본적은 대한민국
  - 사회라는 책을 앞에 놓고 있는 여러분에게
  - 사람과 사람 사이
  - 버는 재주, 쓰는 재주
  - 더불어 사는 세상

- 세번째
  - 세계는 넓고 할 일은 많다
  - 행복의 척도
  - 이름의 무게
  - 박수를 쳐라, 박수를
  - 땅에 떨어진 밥은 아무도 먹지 않는다
  - 소유냐, 성취냐
  - 창조적 소수의 힘
  - 이만하면 됐다?
  - 주인 의식과 머슴 의식
  - 잠자는 천재를 누가 깨울 것인가
  - 가진 사람이 문제다
  - 말, 행동 그리고 유행
- 에필로그